# 인천교
인천교(仁川橋)는 인천광역시 미추홀구 도화동에서 서구 가좌동을 잇는 교량이며, 서해 바다를 가로질러 경계선으로 이어지는 교량이었으나, 인천광역시의 도시계획 정비에 따라 현재 교량이 아닌 육지로 붙어있는 형태의 일반도로로 바뀌었으며 인천광역시에서 사라진 교량 중의 하나이다. 근처 인천대로 구간에 인천교라는 명칭의 교량이 존재한다.

## 특징
이 교량은 1970년대부터 서울에서 동인천까지 직선으로 연결되는 도로 중의 하나이며, 6번 국도의 연결 교량 역할을 쓰고 있었고 제재단지 및 5·6공단과 함께 인천광역시의 명물로 자리매김하였다.

## 같이 보기
- 경인고속도로
- 유신교
- 국도 제6호선